# 荒唐分局角色列表
《荒唐分局》（英語：Brooklyn Nine-Nine）是一部由丹·戈爾與邁克爾·舒爾共同開創，於2013年9月17日開播的美國情景喜劇。劇集背景設定在紐約市警察局旗下位於布魯克林區的虛構警區99分局，講述分局警探們的爆笑辦案故事。本劇由環球電視公司製作，FOX取得播映權，但在播映5季後，FOX取消了劇集，於是自第6季起改由NBC接續播映。

## 演員登場
| 演員                   | 角色               | 登場季數        | 登場季數        | 登場季數        | 登場季數        | 登場季數        | 登場季數 | 登場季數        | 登場季數 | 登場集數 |
| 演員                   | 角色               | 1               | 2               | 3               | 4               | 5               | 6        | 7               | 8        | 登場集數 |
| ---------------------- | ------------------ | --------------- | --------------- | --------------- | --------------- | --------------- | -------- | --------------- | -------- | -------- |
| 安迪·山伯格            | 傑克·普拉塔        | 主演            | 主演            | 主演            | 主演            | 主演            | 主演     | 主演            | 主演     | 112      |
| 史蒂芬妮·碧翠絲        | 蘿莎·迪亞兹        | 主演            | 主演            | 主演            | 主演            | 主演            | 主演     | 主演            | 主演     | 110      |
| 泰瑞·克魯斯            | 泰瑞·傑福茲        | 主演            | 主演            | 主演            | 主演            | 主演            | 主演     | 主演            | 主演     | 110      |
| 梅麗莎·弗莫洛          | 艾美·聖蒂亞可      | 主演            | 主演            | 主演            | 主演            | 主演            | 主演     | 主演            | 主演     | 110      |
| 雀兒喜·柏瑞蒂          | 吉娜·林內蒂        | 主演            | 主演            | 主演            | 主演            | 主演            | 主演     | Does not appear | 客串     | 100      |
| 喬·洛·特魯格里奥       | 查爾斯·波伊爾      | 主演            | 主演            | 主演            | 主演            | 主演            | 主演     | 主演            | 主演     | 111      |
| 安德魯·布瑞格          | 雷·霍爾特          | 主演            | 主演            | 主演            | 主演            | 主演            | 主演     | 主演            | 主演     | 112      |
| 迪爾克·布洛克          | 邁克爾·希區考克    | 常設            | 主演            | 主演            | 主演            | 主演            | 主演     | 主演            | 主演     | 110      |
| 喬爾·麥金農·米勒       | 諾姆·史考利        | 常設            | 主演            | 主演            | 主演            | 主演            | 主演     | 主演            | 主演     | 110      |
| 派頓·奧斯瓦特          | 布恩               | 常設            | Does not appear | Does not appear | Does not appear | Does not appear | 2        |                 |          |          |
| 弗雷德·阿米森          | 梅利普諾斯         | 常設            | Does not appear | Does not appear | Does not appear | 客串            | 3        |                 |          |          |
| 狄恩·溫特斯            | 基斯·潘布洛克      | 常設            | Does not appear | 常設            | Does not appear | 客串            | 7        |                 |          |          |
| 瑪麗露·亨納            | 薇薇安·路德利      | 常設            | Does not appear | Does not appear | Does not appear | Does not appear | 5        |                 |          |          |
| 凱爾·柏海莫            | 泰迪·威爾斯        | 常設            | 客串            | Does not appear | 客串            | 客串            | 5        |                 |          |          |
| 詹姆斯·邁克爾·康納     | 波多爾斯基         | 常設            | Does not appear | Does not appear | Does not appear | Does not appear | 2        |                 |          |          |
| 邁克·哈加提            | 麥金利             | 常設            | Does not appear | Does not appear | Does not appear | Does not appear | 2        |                 |          |          |
| 馬克·伊凡·傑克遜       | 凱文·科茲納        | 客串            | 常設            | 客串            | 客串            | 常設            | 10       |                 |          |          |
| 梅倫·唐姬              | 雪倫·傑福茲        | 客串            | 客串            | 常設            | Does not appear | Does not appear | 5        |                 |          |          |
| 凱拉·塞吉維克          | 麥德琳·旺馳        | Does not appear | 常設            | 常設            | Does not appear | Does not appear | 9        |                 |          |          |
| 伊娃·朗歌莉亞          | 蘇菲亞·普瑞茲      | Does not appear | 常設            | Does not appear | Does not appear | Does not appear | 4        |                 |          |          |
| 史帝芬·魯特            | 林恩·波伊爾        | Does not appear | 常設            | Does not appear | Does not appear | Does not appear | 4        |                 |          |          |
| 桑德拉·伯恩哈德        | 黛蓮·林內蒂        | Does not appear | 常設            | Does not appear | Does not appear | Does not appear | 3        |                 |          |          |
| 尼克·卡農              | 馬庫斯             | Does not appear | 常設            | 客串            | Does not appear | Does not appear | 6        |                 |          |          |
| 克里斯·帕內爾          | 傑弗瑞·霍伊斯曼    | Does not appear | 常設            | Does not appear | Does not appear | Does not appear | 2        |                 |          |          |
| 瑪莉·琳·拉姬斯卡布     | 珍娜薇芙·米倫-卡特 | Does not appear | Does not appear | 常設            | 客串            | Does not appear | 5        |                 |          |          |
| 傑森·曼薩凱斯          | 阿德利安·皮曼托    | Does not appear | Does not appear | 常設            | 常設            | 常設            | 9        |                 |          |          |
| 丹尼斯·赫柏特          | 鮑伯·安德森        | Does not appear | Does not appear | 常設            | Does not appear | Does not appear | 2        |                 |          |          |
| 艾達·特托羅            | 莫拉·費吉斯        | Does not appear | Does not appear | 常設            | Does not appear | Does not appear | 2        |                 |          |          |
| 瑪亞·魯道夫            | 凱倫·哈斯          | Does not appear | Does not appear | Does not appear | 常設            | Does not appear | 2        |                 |          |          |
| 肯·馬利歐              | 傑森·史丹利        | Does not appear | Does not appear | Does not appear | 常設            | Does not appear | 3        |                 |          |          |
| 吉姆·歐海爾            | 雷諾斯             | Does not appear | Does not appear | Does not appear | 常設            | Does not appear | 2        |                 |          |          |
| 金柏莉·喜伯特·格瑞戈里 | 薇朗妮卡·哈普金斯  | Does not appear | Does not appear | Does not appear | 常設            | Does not appear | 2        |                 |          |          |
| 吉娜·葛森              | 梅蘭妮·霍金斯      | Does not appear | Does not appear | Does not appear | 常設            | 客串            | 4        |                 |          |          |
| 安東尼奧·勞爾·科寶     | 尼可拉吉·波伊爾    | Does not appear | Does not appear | Does not appear | 常設            | Does not appear | 3        |                 |          |          |
| 溫斯頓·史都瑞          | 比爾·杭默卓        | Does not appear | Does not appear | Does not appear | 客串            | 常設            | 3        |                 |          |          |
| 提姆·麥道斯            | 凱勒布             | Does not appear | Does not appear | Does not appear | Does not appear | 常設            | 2        |                 |          |          |
| 盧·戴蒙·菲力浦         | 傑夫·雷米洛        | Does not appear | Does not appear | Does not appear | Does not appear | 常設            | 2        |                 |          |          |
| 托比·哈斯              | 格蘭維爾           | Does not appear | Does not appear | Does not appear | Does not appear | 常設            | 2        |                 |          |          |
| 艾莉森·托爾曼          | 奧莉薇雅·克勞馥    | Does not appear | Does not appear | Does not appear | Does not appear | 常設            | 2        |                 |          |          |
| 保羅·埃德爾斯頓        | 謝默斯·墨菲        | Does not appear | Does not appear | Does not appear | Does not appear | 常設            | 3        |                 |          |          |
| 克雷格·羅賓森          | 道格·朱迪          | 客串            | 客串            | 特別客串        | 特別客串        | 特別客串        | 6        |                 |          |          |
| 麥特·華許              | 羅漢克             | 客串            | Does not appear | 客串            | 客串            | Does not appear | 3        |                 |          |          |
| 賈馬爾·朵芙            | 茲克               | 客串            | 客串            | 客串            | Does not appear | Does not appear | 3        |                 |          |          |
| 奧田艾咪               | 千愛姬             | 客串            | Does not appear | Does not appear | Does not appear | 客串            | 2        |                 |          |          |
| 布萊德利·惠特福德      | 羅傑·普拉塔        | Does not appear | 客串            | 客串            | Does not appear | 特別客串        | 3        |                 |          |          |
| 凱蒂·薩歌              | 凱倫·普拉塔        | Does not appear | Does not appear | 客串            | Does not appear | 特別客串        | 2        |                 |          |          |
| 吉米·史密茲            | 維多·聖蒂亞可      | Does not appear | Does not appear | Does not appear | 客串            | 特別客串        | 2        |                 |          |          |
| 弗雷德·梅拉梅德        | D·C·帕洛夫         | Does not appear | Does not appear | Does not appear | 客串            | 客串            | 2        |                 |          |          |

## 主要角色

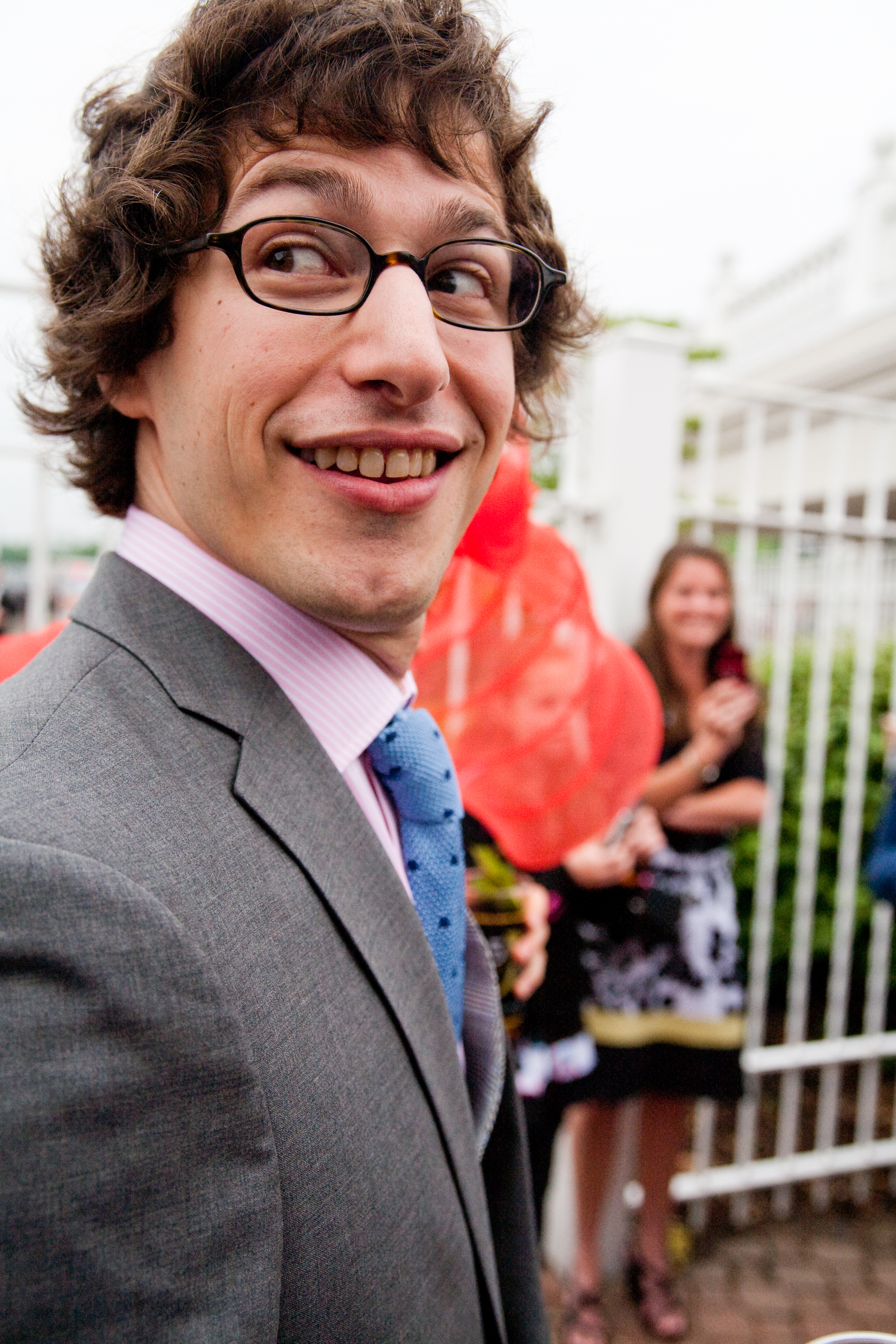
安迪·山伯格飾演傑克·普拉塔

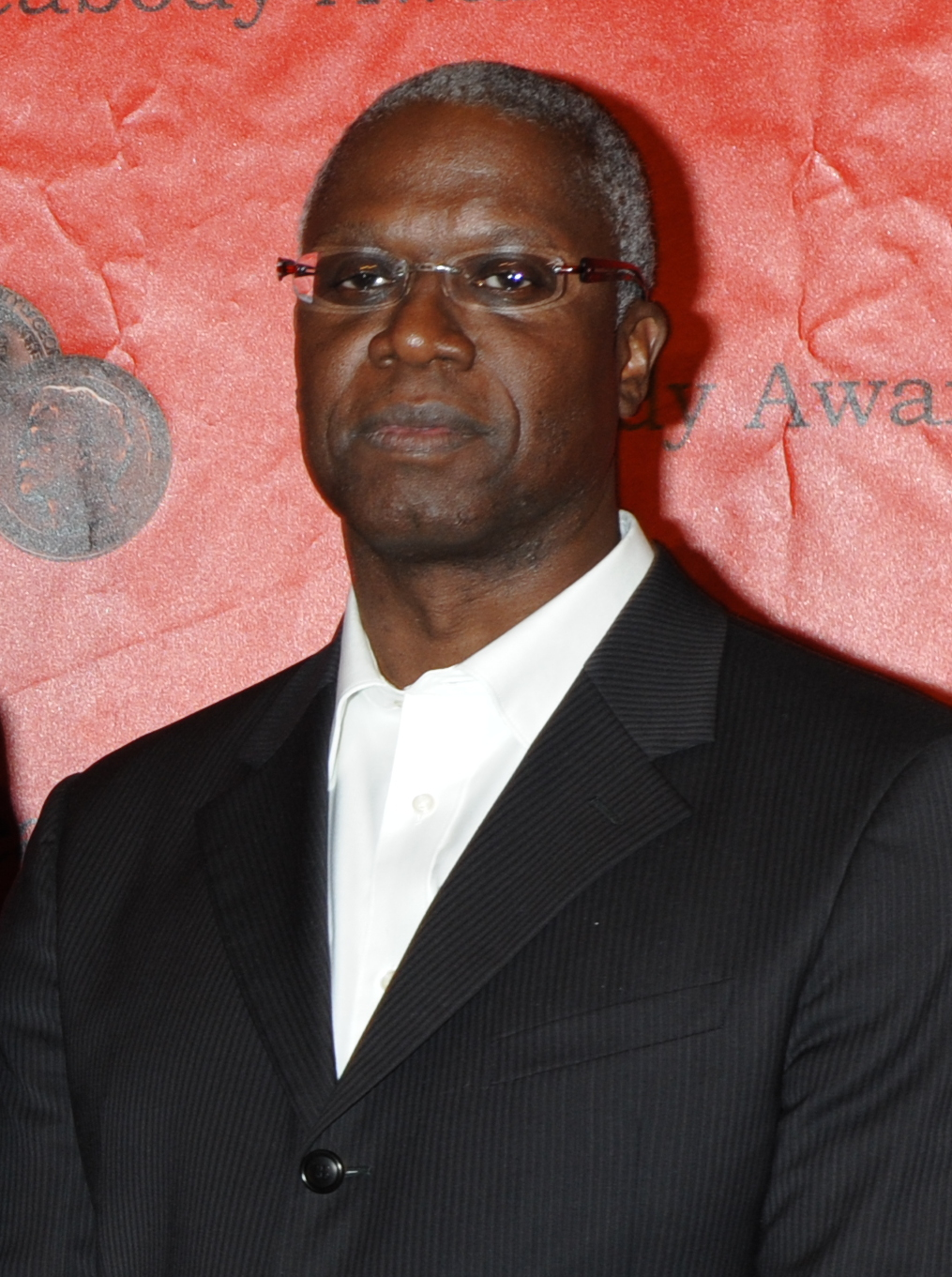
安德魯·布瑞格飾演雷·霍爾特

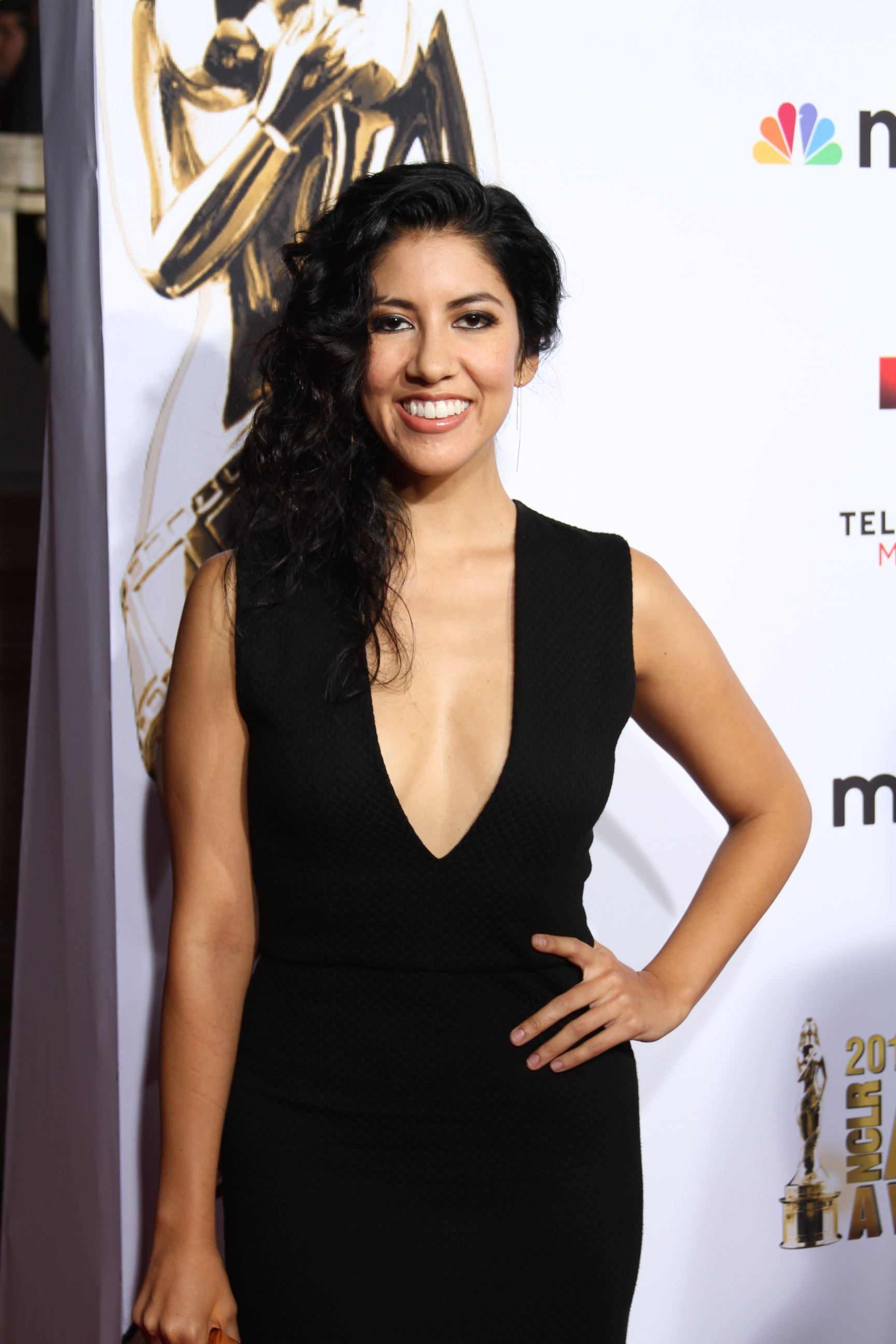
史蒂芬妮·碧翠絲飾演蘿莎·迪亞茲

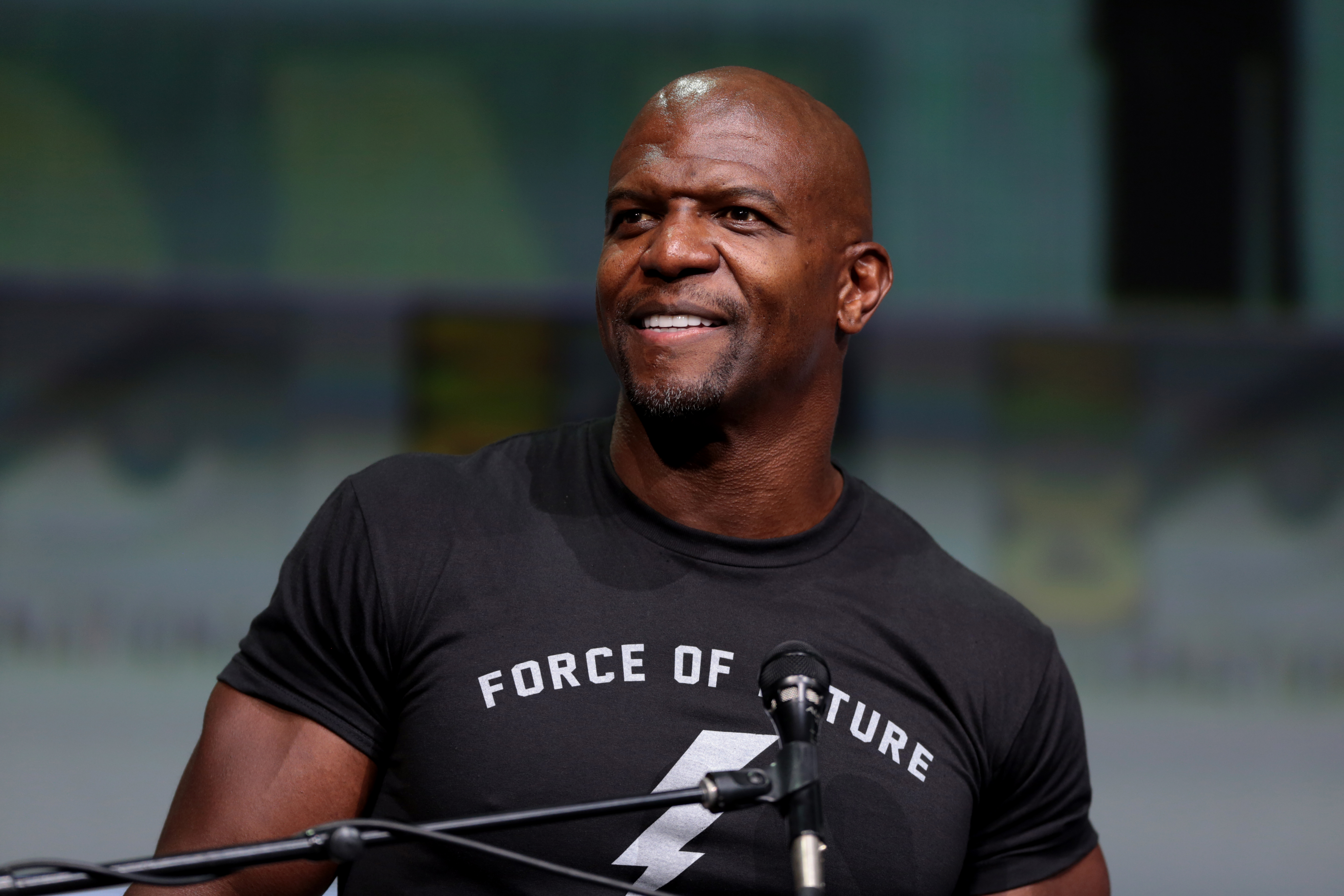
泰瑞·克魯斯飾演泰瑞·傑福茲

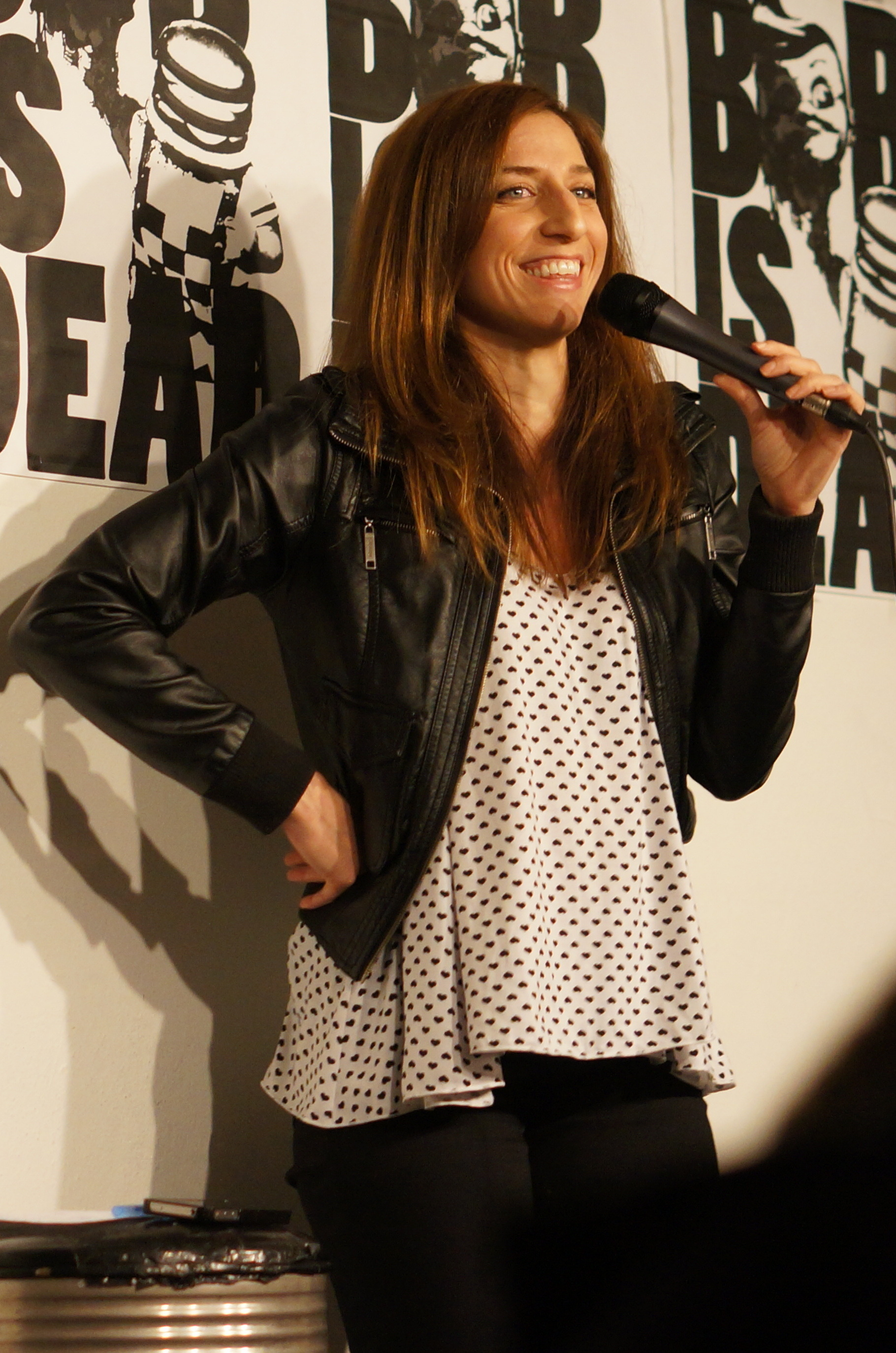
雀兒喜·柏瑞蒂飾演吉娜·林內蒂

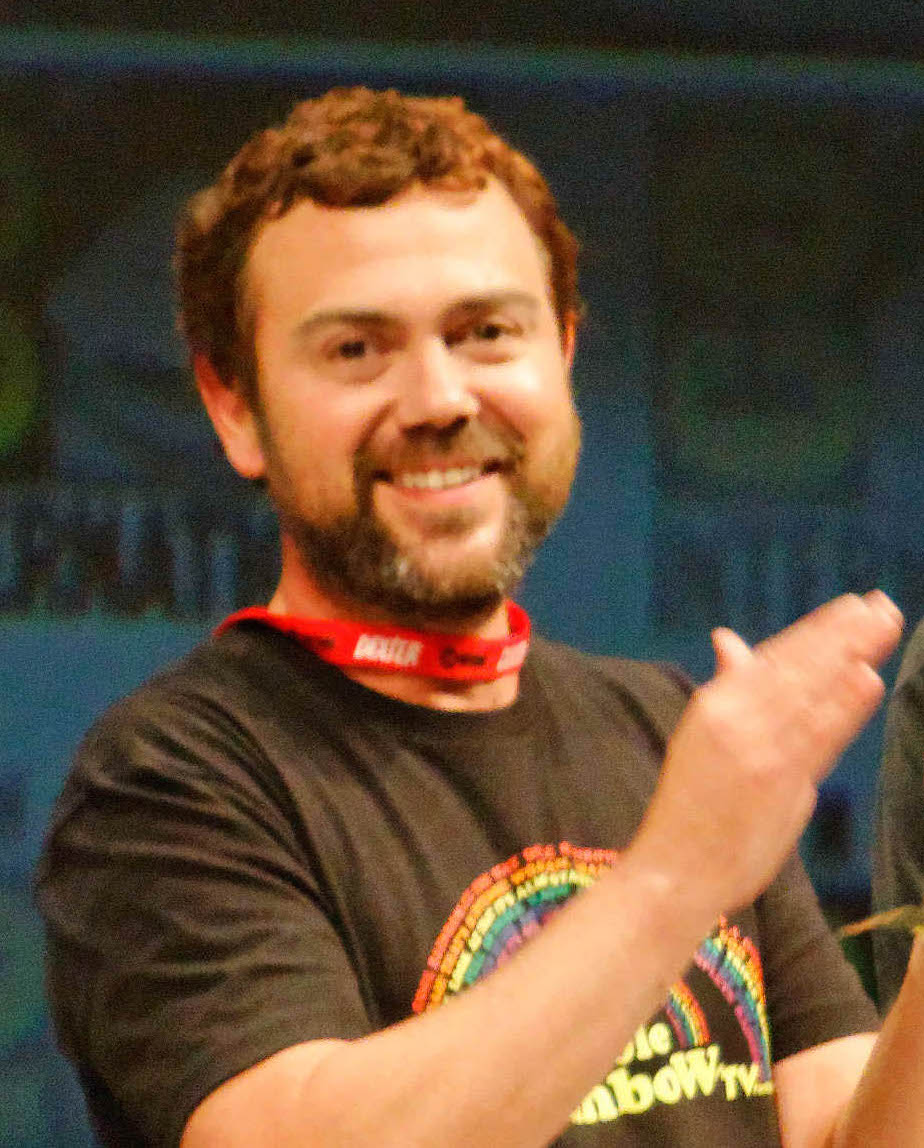
喬·洛·特魯格里奧飾演查爾斯·波伊爾

- 安迪·山伯格 飾演 傑寇布·“傑克”·普羅塔（Jacob "Jake" Peralta）

一位才華橫溢內心卻非常幼稚與孩子氣的警探，擁有一半猶太血統，幼年時因父母离异而留下陰影，因此害怕独处一室。是电影《終極警探》系列的死忠粉丝，经常将电影人物及对白挂在嘴边。普羅塔就像「班級中的小丑」，總是喜歡惡作劇，特別是戲弄他的搭檔艾美。他常常無視日常禮節和規章制度，並經常為此受到不苟言笑的霍爾特警監的責難，儘管如此，还是逐渐与霍尔特建立起了亦师亦友的情誼。第一季後半發覺自己對艾美產生了情愫，並在一次完成聯邦調查局卧底任務後向她承認了自己內心的感情，但礙於艾美與泰德的關係而選擇退出。第二季與律師蘇菲亞陷入熱戀，但由於兩人的職業互相衝突，最終以分手告終。第二季季終與艾美的感情升溫。第三季與艾美正式交往，但卻遇到重重難題。在破了「烏龍茶連環命案」後，將功歸給長官，並換取霍爾特回到99分局。為泰瑞與雪倫第三個女兒艾娃的教父。第三季終遭到吉米的威脅，因此加入證人保護計畫化名為萊瑞·薛爾貝（Larry Sherbet）。第四季与萝莎在追查黑警过程中反被设计诬告入狱。第五季洗清嫌疑，向艾美求婚并举行婚礼。
- 安德魯·布瑞格 飾演 “雷”蒙德·傑寇布·霍爾特（Raymond Jacob "Ray" Holt）

警監（Captain），第一季被派到99分局擔任新任分局長，行事嚴厲，語氣機械冷淡，缺乏面部表情，常令旁人難以窺探他的內心。他是一名非裔同性戀者，因而在此前曾受到各種歧視和冷遇，這也是他在多年優秀工作之後首次被提拔到這一職位。伴侣为白人大学教授凯文，受其影响，经常在日常对话中夹杂学术问题的讨论，個性極端好勝。不喜歡被拍馬屁與禮尚往來的關係，故常常向下屬宣告不收任何禮物。溺爱自己养的宠物柯基犬切達。第二季季終被麥德琳以下屬的前程作為威脅，使得他不得不接受被調回公關部的人事命令。在與傑克的合作下破了「烏龍茶連環命案」，並在傑克的幫助下回到99分局。在知悉迪亞茲欲與馬庫斯分手時，與迪亞茲談心並首次落淚。第三季終遭到吉米的威脅，因此加入證人保護計畫化名為葛瑞格·斯蒂克尼（Greg Stickney）。第五季在傑克的鼓勵下參與紐約警局局長競爭，但最終落敗。第六季因工作理念上的分歧與新任的凱利局長針鋒相對，與死對頭梅德琳聯手使凱利黯然下台，卻因無意透露自己升職程序不當被降職為警員一年。
- 史蒂芬妮·碧翠絲 飾演 蘿莎·迪亞茲（Rosa Diaz）

一位堅韌、有智慧且神秘的警探，為一名雙性戀者。曾上過教區學校，並學過芭蕾舞與瑜珈，曾為一名體操選手，也修讀過醫學院及商學院，是傑克的警校同窗。儘管迪亞茲忠誠盡責，但她總是面露兇惡，不擅長控制憤怒情緒，而且缺乏同情心，這一點讓許多同事都相當畏懼她。她對自己的私人生活總是三緘其口，一度與霍爾特的姪子馬庫斯陷入熱戀，並因此與霍爾特的私生活糾纏在一起，使得她與霍爾特都對此感到困擾。多澤曼警監上任後，蘿莎對其非常不悅，更認為多澤曼是她討厭的警察。第三季因馬庫斯希望可以與其她結婚，但蘿莎並未準備好而選擇與馬庫斯分手，這使她極度傷心更因此與霍爾特吐露心事並首次落淚。后与卧底警探皮曼托一见钟情。第四季与杰克在追查黑警过程中反被设计诬告入狱。第五季出狱后与皮曼托分手，并承认自己是双性恋者。
- 泰瑞·克魯斯 飾演 泰倫斯·文森·“泰瑞”·傑福茲（Terence Vincent "Terry" Jeffords）

警佐（Sergeant），警員團隊的領導人，是个体贴下属的好上司，身型健硕，内心却敏感和情绪化，常以第三人稱「泰瑞」來稱呼自己，有暴食症，嗜好甜食，秘技是令自己的胸肌有规律地跳动。年轻时曾在日本生活过一段时间，每次回忆起这段经历都会冒出几句日语。非常深愛自己的妻子和一對雙胞胎女兒卡格妮與萊西，也因此常常擔心自己可能在出勤時遇到危險而使雙胞胎失去父親。曾在一次外勤中恐慌發作，並從此被禁止出外勤，後來在霍爾特與吉娜的幫助下，逐漸證明自己能夠再次勝任出勤任務。在開始健身之前體重曾經嚴重超標。第二季與妻子懷上了第三胎。第三季雪倫生下第三個女兒，並命為艾娃。第六季升職為副警監（Lieutenant）。
- 梅麗莎·弗莫洛 飾演 艾美·聖地牙哥（Amy Santiago）

警探，傑克的搭檔，為一名古巴裔美國人。父亲是一名性格严谨的警探。艾美年輕有為，為人保守嚴謹，遵規守紀，會偷偷抽菸以緩解壓力，卻因此染上菸癮，同時對狗過敏，也有幽閉恐懼症。在紐約郊區長大，曾為一名中學教師。她總是試圖討好霍爾特警監，但往往弄巧成拙。她有七個兄弟，也因此養成了爭強好勝的性格。起初並未察覺普羅塔對她的感情，因此常常對他的幼稚行為感到不滿，也看不慣他不費吹灰之力就能獲得成功。在傑克向自己告白後，內心起了波瀾並因此意識到自己與泰迪之間的問題。在與泰迪分手後，暗自喜歡著傑克而不為人知。第二季季終與傑克的感情升溫。第三季與傑克正式交往，但卻遇到重重難題。為了抓到吉米·費吉斯而臥底進入監獄，試圖接近吉米的姊姊莫拉好取得情報。第五季升職為警佐（Sergeant）負責管理制服員警。第七季季終誕下一子取名為麥克連。
- 雀兒喜·柏瑞蒂 飾演 芮“吉娜”·林內蒂（Regina "Gina" Linetti）

99分局的行政人員，霍爾特警監的助理，舞蹈團「Floorgasm」的成員之一。十分尖酸刻薄，擅長信口開河、高談闊論，喜歡嘲諷別人，有竊盜癖，而且極度自戀、智力迷茫，但是她的同事總體上認為她依舊善良無害，只是有時冷淡得令人厭煩。她和傑克自幼便是好友，也正是傑克為她找到這一份工作。白天在警局上班，晚上則會到夜間部學校上課。第一季季終與波伊爾酒後發生了關係，而為此懊悔不已，但在第二季兩人意外成了秘密砲友。在與查爾斯結束砲友關係後，意外促成雙方父母交往。第二季季終跟隨霍爾特調職到公關部，並在霍爾特歸隊後一併回到99分局。第四季终与波伊尔表亲交往并怀孕。在第五季中誕下一女，休完產假后回歸。第六季決定離開99分局，成為一名專職Youtuber和網絡紅人。
- 喬·洛·特魯格里奧 飾演 查爾斯·波伊爾（Charles Boyle）

情緒緊張、有點笨拙，但卻是一位誠實勤懇的警探，患有睡眠呼吸暫停。是傑克最要好的朋友，非常期待杰克和艾美有感情上的进展，而两人最终也走到了一起。因前妻多次出軌而選擇離婚。非常熱愛美食，並撰寫著一個總結布魯克林區各地披薩的部落格，常常和同事分享一些他們無法忍受的異國菜餚。認為最浪漫的事，就是幫心愛的人洗頭，但同事們無法認同他的觀點。第一季後半在凱文的派對上認識了薇薇安，並與薇薇安墜入愛河。在與薇薇安論及婚嫁時，因搬家問題而分手。第一季季終與吉娜酒後發生關係，並意外成為秘密砲友。在與吉娜結束砲友關係後，與吉娜意外促成雙方父母交往。在一次逮捕嫌犯的行動中，被嫌犯用棒子重擊下體導致不孕。第四季起与妻子收养了拉脫維亞裔小男孩尼可拉基。
- 迪爾克·布洛克（英语：Dirk Blocker） 飾演 邁克爾·希區考克（Michael Hitchcock）

3級警探，一位熱情但是缺乏頭腦的中年警探，經常不合時宜地脫下自己的襯衫。與史考利是大家公認的「無能」警探，但兩人年輕時曾是99分局威風一時的王牌探員。曾與史考利發過血誓，在其死後要史考利娶回自己的妻子。由於年資歷高過所有人，因此是99分局破案最多的警探。
- 喬爾·麥金農·米勒（英语：Joel McKinnon Miller） 飾演 諾曼·“諾姆”·史考利（Norman "Norm" Scully）

2級警探，懶惰、肥胖的中年離婚警探，長期坐在辦公桌前工作。他是一位出色的男高音歌劇演員，而傑福茲警長稱他做的咖啡很棒。曾和希區考克的妻子約過會。史考利的個人習慣不太衛生，比如常在辦公室里切腳上的疣，也因此經常讓同事難以忍受。幼時與家人至法國遊玩，卻被遺忘在那，因而學會了些許的法文。

## 常設角色

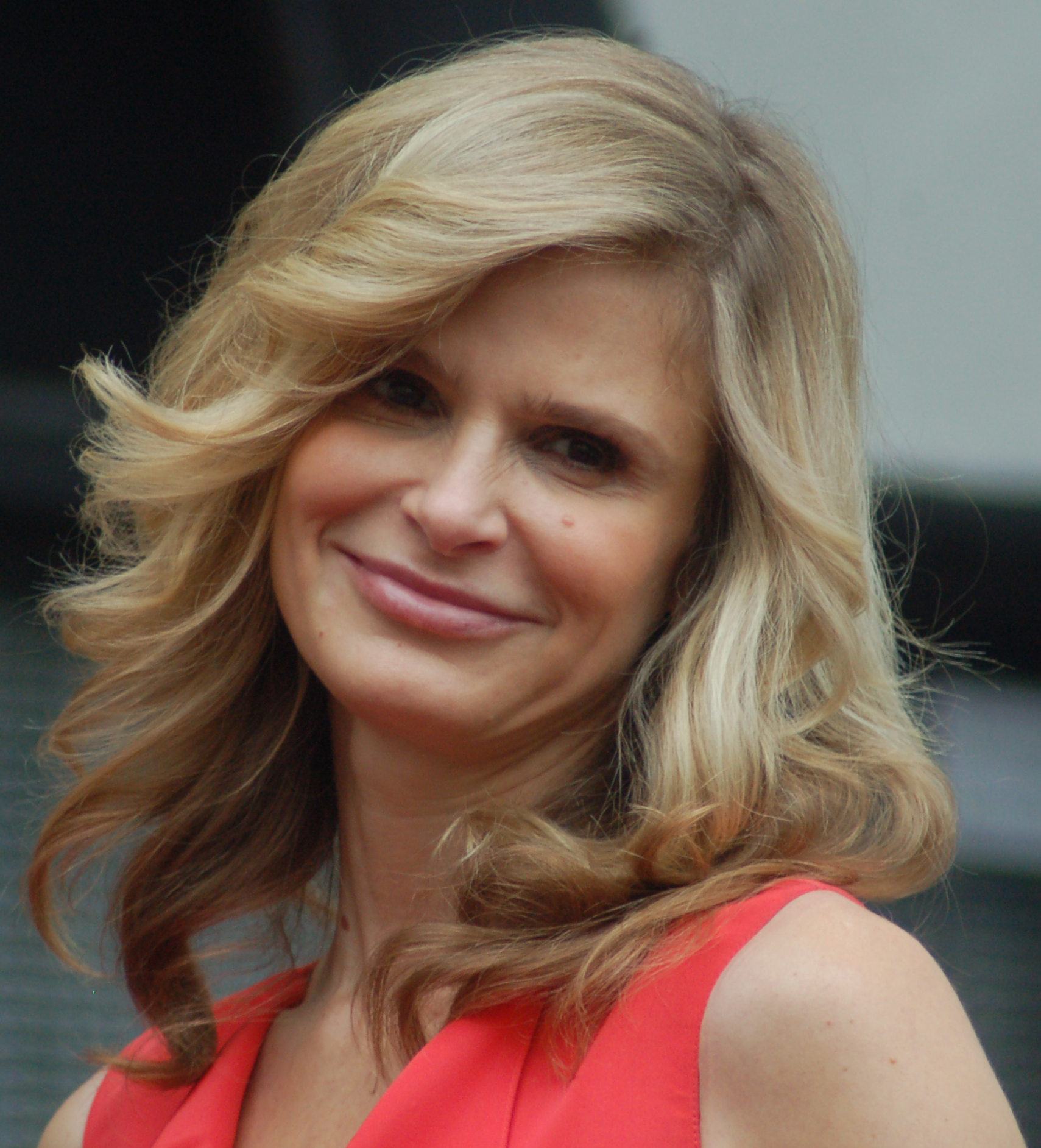
凱拉·塞吉維克飾演麥德琳·旺馳

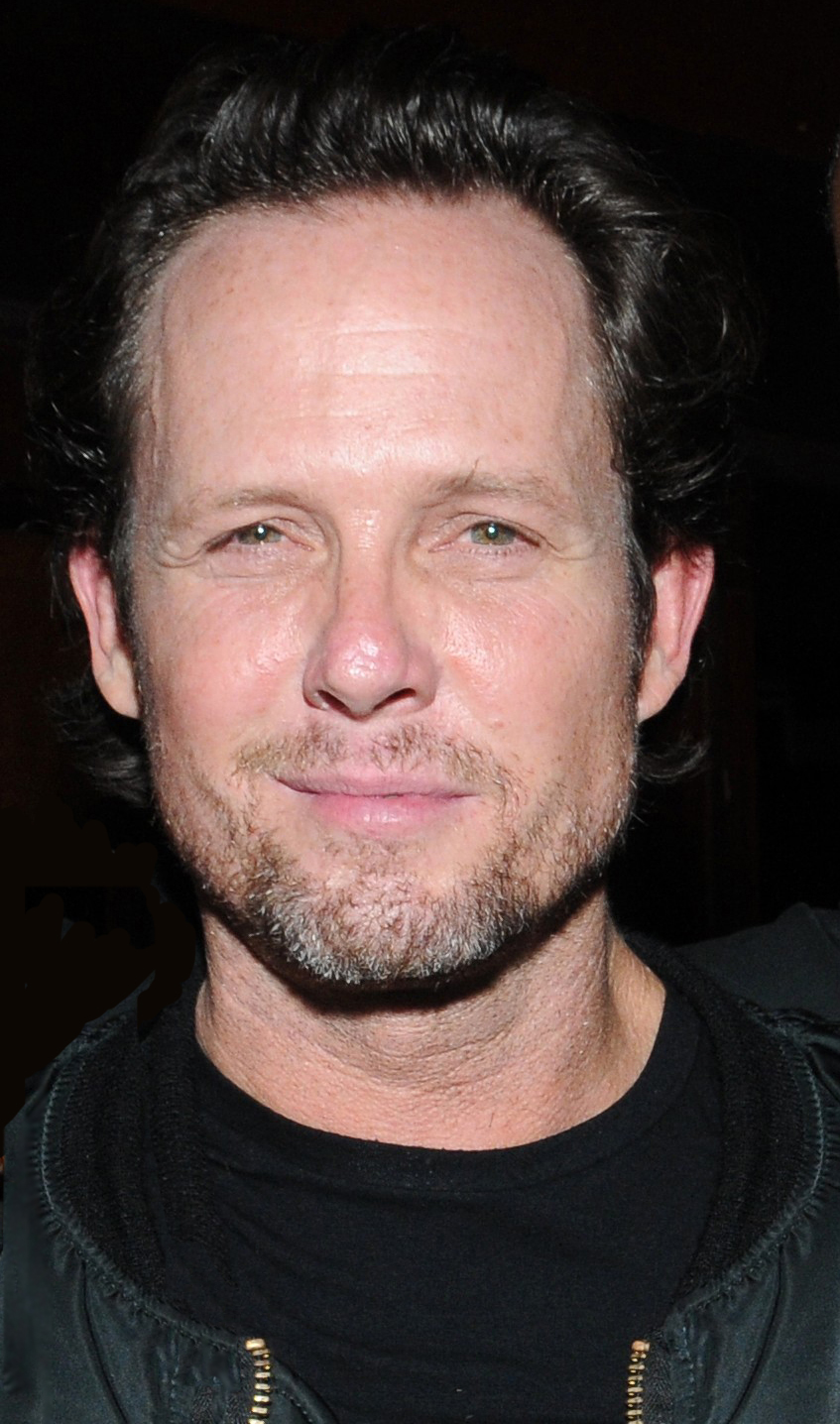
狄恩·溫特斯飾演“禿鷹”基斯·潘布洛克

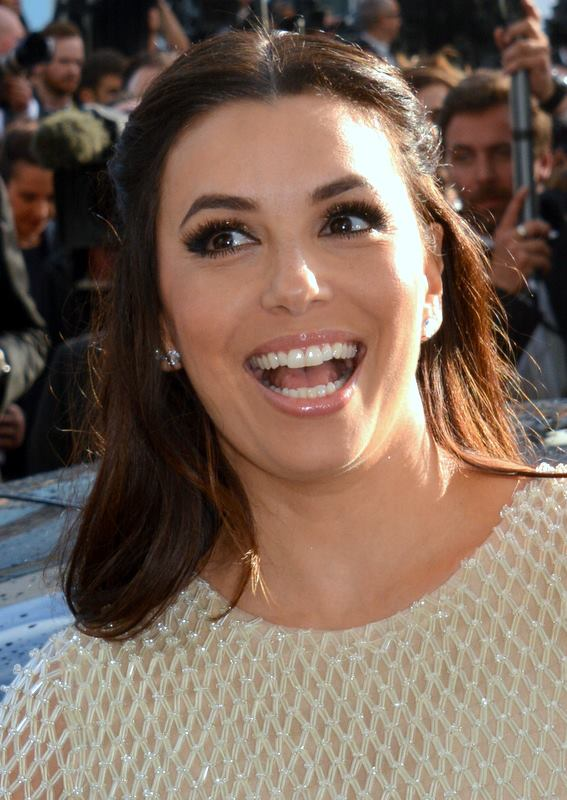
伊娃·朗歌莉亞飾演蘇菲亞·普瑞茲

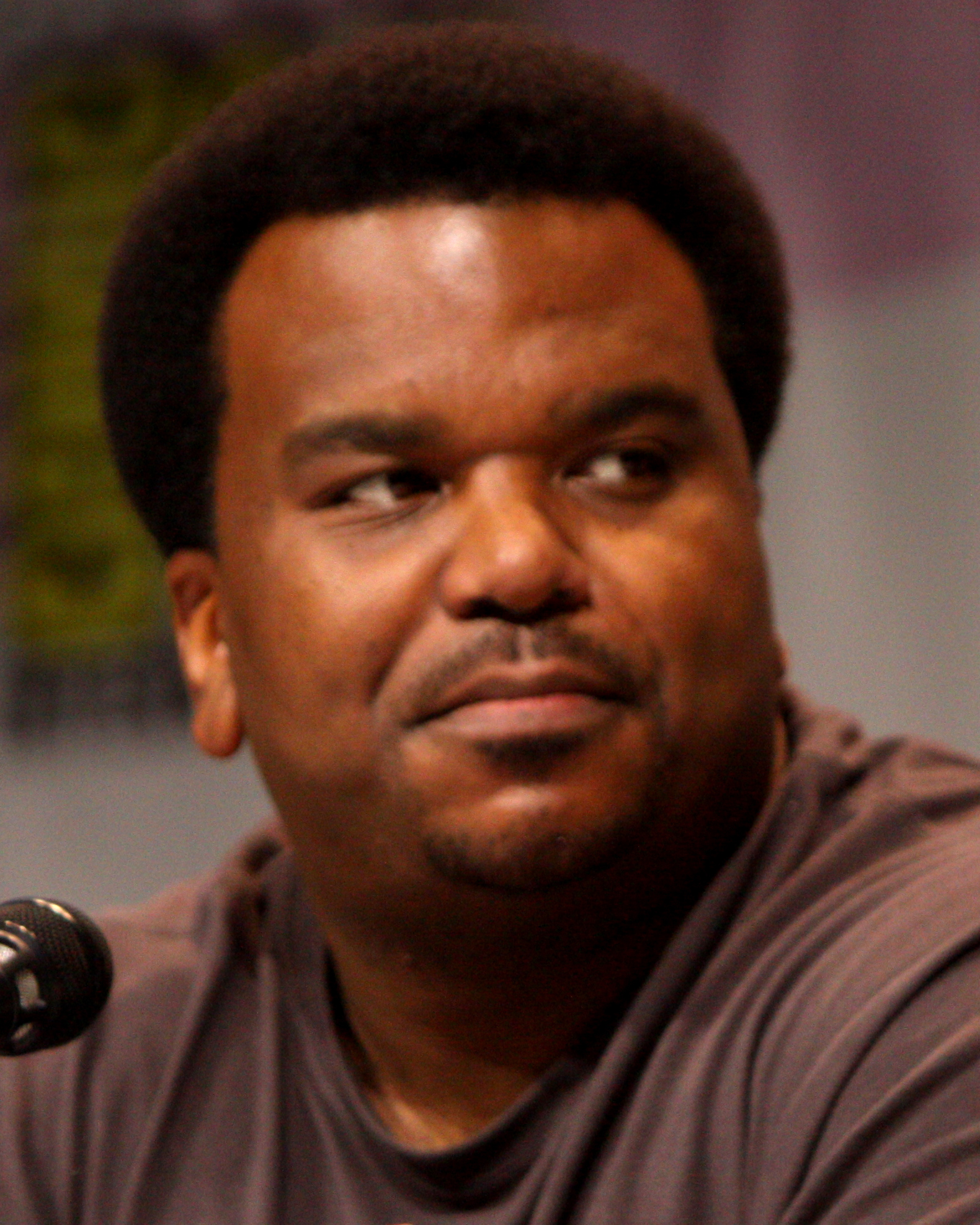
克雷格·羅賓森 (演員)飾演“龐帝克大盜”道格·朱迪

- 凱拉·塞吉維克 飾演 麥德琳·旺馳（Madeline Wuntch）

紐約警署副總警監，後升職為分局總警監。為人嚴苛，曾與霍爾特交好，但因誤會而與霍爾特成為死對頭，經常對霍爾特公報私仇，不過她似乎仍對霍爾特充滿興趣。原為副總警監，後利用霍爾特升職為分局總警監。
- 狄恩·溫特斯 飾演 基斯·潘布洛克（Keith Pembroke）

紐約市警察局重案組組長，經常在案件即將破獲的時候接管，將破案的功勞據為己有，因而聲名狼藉，也因此被人稱作「禿鷹」(vulturous)。在第三季初被調到99分局代替霍爾特成為新任分局長，並不斷折磨99分局下屬，後在霍爾特歸隊後卸任。私下是個樂團主唱。
- 伊娃·朗歌莉亞 飾演 蘇菲亞·普瑞茲（Sophia Perez）

律師，在酒吧認識了傑克，並與傑克擦出火花，爾後卻發現傑克是個警探，並與傑克對上同個案子而鬧翻。後來與傑克和好並短暫交往，並因職業上的衝突而提出分手。
- 凱蒂·薩歌（英语：Katey Sagal） 飾演 凱倫·普拉塔（Karen Peralta）

傑克的母親，曾遭受前夫羅傑的背叛，但如今卻和他復合。
- 吉米·史密茲 飾演 維多·聖蒂亞可（Victor Santiago）

艾美的父親，擁有A型人格，艾美的許多習慣與堅持皆是承襲於他。
- 布萊德利·惠特福德 飾演 羅傑·普拉塔（Roger Peralta）

傑克的父親，是一名風流機長。在傑克幼時拋棄了傑克，但傑克依舊非常崇拜他，直到他利用傑克解決自己的案子並爽約後，傑克正式與他斷絕關係。
- 丹尼斯·赫柏特 飾演 鮑伯·安德森（Bob Annderson）

FBI探員，霍爾特過去的搭檔。假裝幫助傑克等人追查費吉斯案，實則與費吉斯勾結。
- 玛雅·鲁道夫 飾演 凱倫·哈斯（Karen Haas）

美國執法官，負責傑克與霍爾特的證人保護計畫。
- 肯·馬利歐 飾演 傑森·史丹利（Jason Stentley）

於霍爾特參與證人保護計畫期間，擔任99分局的新分局長。風格非常隨興，也有些無能滑稽。
- 派頓·奧斯瓦特（英语：Patton Oswalt） 飾演 布恩（Boone）

紐約市消防局當地轄區的隊長。非常痛恨99分局的警探，但是在得知傑克與自己的童年遭遇相同後，最終盡釋前嫌，但卻沒有維持很久。
- 弗雷德·阿米森 飾演 梅利普诺斯（Mlepnos）

一名外國男子，居住在發生過一樁兇殺案的公寓樓中。警方調查此案尋找證人時曾與他見面。警方當時給他展示了一張嫌疑人的照片，他把照片留了下來。
- 凱爾·柏海莫 飾演 泰迪·威爾斯（Teddy Wells）

82分局的警探，後升為反爆組（Bomb Squad）組長。在警校時曾與艾美約會，後因兩人分到不同的分局而不了了之。兩人在一次訓練中重燃愛火，但因艾美對傑克產生感情而分手，可是他仍難忘艾美。
- 艾莉森·托爾曼（英语：Allison Tolman） 飾演 奧莉薇雅·克勞馥（Olivia Crawford）

警監，霍爾特的良性競爭對手，期待能成為紐約市警察局的首位女性局長。
- 尼克·卡農 飾演 馬庫斯（Marcus）

霍爾特的姪子，與蘿莎墜入愛河。
- 艾達·特托羅 飾演 莫拉·費吉斯（Maura Figgis）

吉米·費吉斯的姊姊，惡名昭彰的女犯人。愛上在監獄臥底的查爾斯。
- 瑪莉·琳·拉姬斯卡布 飾演 珍娜薇芙·米倫-卡特（Genevieve Mirren-Carter）

波伊爾的女友。
- 瑪麗露·亨納（英语：Marilu Henner） 飾演 薇薇安·路德利（Vivian Ludley）

美食作家，與波伊爾在凱文的派對上認識進而相戀。當兩人準備訂婚時，卻因為她要搬到加拿大而分手。
- 史帝芬·魯特 飾演 林恩·波伊爾（Lynn Boyle）

查爾斯的父親，在查爾斯與吉娜的失誤下，意外與達琳共處一室並度過了一夜，也因此與達琳墜入愛河並結婚。
- 桑德拉·伯恩哈德 飾演 達琳·林內蒂（Darlene Linetti）

吉娜的母親，在查爾斯與吉娜的失誤下，意外與林恩共處一室並度過了一夜，也因此與林恩墜入愛河並結婚。
- 吉姆·歐海爾（英语：Jim O'Heir） 飾演 雷諾斯（Reynolds）

珊瑚棕梠警局警長。
- 麥特·華許（英语：Matt Walsh） 飾演 羅漢克（LoHank）

99分局夜班警探。
- 克里斯·帕內爾 飾演 傑弗瑞·霍伊斯曼（Geoffrey Hoytsman）

律師，蘇菲亞的老闆，非常痛恨警察。在一次聚會中，意外被傑克抓到其吸食毒品的畫面並被逮捕。後為了向傑克復仇而陷害傑克，最終仍被蘿莎與艾美繩之以法。
- 金柏莉·喜伯特·格瑞戈里（英语：Kimberly Hebert Gregory） 飾演 薇朗妮卡·哈普金斯（Veronica Hopkins）

中尉，曾與泰瑞有過一段情，並對泰瑞恨之入骨。
- 馬克·伊凡·傑克遜（英语：Marc Evan Jackson） 飾演 凱文·科茲納（Kevin Cozner）

霍爾特警監的丈夫，哥倫比亞大學教授，古典文學系主任。因紐約市警察局早年間對霍爾特性取向的歧視而對其他警察懷有不滿，但目睹了傑克等人對霍爾特的友好態度後有所改觀。他稱霍爾特在兩人感情中算是「有趣的那一個」，言外之意指自己比霍爾特還要嚴肅。
- 克雷格·羅賓森（英语：Craig Robinson (actor)） 飾演 道格·朱迪（Doug Judy）

人稱「龐帝克大盜」（The Pontiac Bandit），一名以龐蒂克汽車為目標的偷車賊，常常以掌握其他罪犯的證據來假裝與傑克等警方合作，實則藉此逃脫追捕。喜歡迪亞茲。
- 提姆·麥道斯（英语：Tim Meadows） 飾演 凱勒布（Caleb）

杰里科超高度安全級別監獄受刑人，傑克的好獄友，因犯下食人罪而入獄。
- 傑森·曼薩凱斯（英语：Jason Mantzoukas） 飾演 阿德利安·皮曼托（Adrian Pimento）

警探，前99分局警探後歸隊，當了12年的臥底，因此失去了自我，疑似罹患創傷後心理壓力緊張症候群。與蘿莎互有好感進而交往，后分手。
- 吉娜·葛森（英语：Gina Gershon） 飾演 梅蘭妮·霍金斯（Melanie Hawkins）

中尉，紐約市警察局最菁英特遣部隊的中尉領導人。
- 盧·戴蒙·菲力浦 飾演 傑夫·雷米洛（Jeff Remero）

杰里科超高度安全級別監獄受刑人。
- 托比·哈斯 飾演 格蘭維爾（Granville）

典獄長，任職於杰里科超高度安全級別監獄。
- 梅倫·唐姬（英语：Merrin Dungey） 飾演 雪倫·傑福茲（Sharon Jeffords）

泰瑞的妻子，與泰瑞育有一對雙胞胎女兒，後來於第二季懷上第三胎。第三季產下第三個女兒。
- 保羅·埃德爾斯頓 飾演 謝默斯·墨菲（Seamus Murphy）

墨菲犯罪家族成員。
- 詹姆斯·邁克爾·康納（英语：James M. Connor） 飾演 波多爾斯基（Podolski）

紐約市警察局副局長，傲慢無禮，以權謀私。經常利用職權操縱為自己叛逆違法的兒子開綠燈。
- 邁克·哈加提（英语：Mike Hagerty） 飾演 麥金利（McGinley）

99分局前任分局長，經常縱容傑克和其同事的破壞行為而置之不理，後因能力不足以及而被解僱。
- 賈馬爾·朵夫（英语：Jamal Duff） 飾演 茲克（Zeke）

雪倫的弟弟，泰瑞的小舅子。喜歡調侃泰瑞，是個讓泰瑞感到厭惡又害怕的人物。
- 弗雷德·梅拉梅德（英语：Fred Melamed） 飾演 D·C·帕洛夫（DC Parlov）

暢銷小說《天火循環》的作家，人品極糟。
- 奧田艾咪（英语：Amy Okuda） 飾演 千愛姬（Chiaki）

泰瑞至日本遊學時，所交往的日本女孩，但她卻腳踏兩條船。
- 溫斯頓·史都瑞（Winston Story） 飾演 比爾·杭默卓（Bill Hummertrout）

神似波伊爾的男子，出身自田納西州格蘭傑郡豆站港，曾為一名性工作者，現為直銷人員。
- 安東尼奧·勞爾·科寶（Antonio Raul Corbo） 飾演 尼可拉吉·波伊爾（Nikolaj Boyle）

查爾斯的養子。

## 選角
2012年10月18日，宣布《周六夜現場》的艾美獎得主安迪·山伯格將擔任本劇男主角，同時將身兼製作人身分。
2013年1月23日，宣布泰瑞·克魯斯將飾演泰瑞·傑福茲警佐。2月5日，宣布梅麗莎·弗莫洛將飾演在紐約郊區長大、有吸引力又聰明的警探女主角艾美。2月7日，宣布《摩登家庭》史蒂芬妮·碧翠絲將飾演性感、堅韌又令人心生恐懼的警探蘿莎。2月11日，宣布安德魯·布瑞格將飾演霍爾特警監，同時為其首次主演喜劇；而《公園與游憩》編劇雀兒喜·柏瑞蒂亦將加入主演陣容，飾演一名古怪的文職職員。2月23日，《無敵破壞王》喬·洛·特魯格里奧為最後一個加入主演陣容的演員，並將飾演剛離婚的警探查爾斯。
2013年8月14日，宣布饒舌歌手兼演員的基德·庫迪將飾演前科犯達斯汀·惠特曼。稍晚，宣布《超級製作人》狄恩·溫特斯將客串飾演傑克的敵對－重案組警探沃倫·潘布洛克（後更名為基斯）。8月15日，宣布安迪·里希特將客串飾演門僮。9月26日，宣布派頓·奧斯瓦特將客串飾演與傑克針鋒相對的消防隊長布恩。10月25日，宣布《我們的辦公室》克雷格·羅賓森將客串飾演一名涉及傑克調查多年案件之罪犯道格·朱迪。12月18日，宣布同樣也是前《周六夜現場》演員的弗雷德·阿米森，將客串飾演傑克與艾美在調查案件時，遇上的怪人梅利普諾斯。12月19日，宣布喜劇演員馬克·伊凡·傑克遜將飾演霍爾特的神秘丈夫凱文。
2014年1月24日，宣布凱爾·柏海莫將客串飾演曾與聖蒂亞可約會的其他分局之警探泰迪。3月31日，宣布迪爾克·布洛克與喬爾·麥金農·米勒將於第2季被提升為主要演員。7月29日，宣布凱拉·塞吉維克將回歸小螢幕，飾演霍爾特長期的敵對麥德琳·旺馳副總警監。隔日，宣布珍妮·史雷將客串飾演堅強又聰明的黑幫老大情婦碧安卡。8月19日，宣布先前於第1季飾演消防隊長布恩的派頓·奧斯瓦特將回歸客串第2季。8月28日，宣布《我們的辦公室》艾德·赫姆斯將特別客串飾演與傑克一同辦案的美國郵政搜查局探員。9月25日，宣布克雷格·羅賓森將於聖誕集回歸客串飾演「龐帝克大盜」。10月7日，宣布《錯位青春》桑德拉·伯恩哈德將客串飾演吉娜古怪又另類的母親達琳·林內蒂；至於史帝芬·魯特則將客串演出波伊爾非常紐約式的義大利裔父親林恩。
2015年2月2日，宣布《家有喜旺》葛瑞特·迪拉杭特將飾演傑克與艾美皆非常崇拜，並被認為是紐約警署中最厲害的警探。7月30日，宣布《「法」妻》艾美獎得主雅琪·潘嘉比將客串飾演諾克斯中尉。10月29日，宣布《副人之仁》麥特·華許將繼第1季後，再次客串本劇。12月4日，宣布《透明家庭》凱薩琳·哈恩將客串飾演查爾斯的恐怖前妻艾琳諾。12月7日，宣布《混亂之子》凱蒂·薩歌將客串飾演傑克的母親凱倫·普拉塔，而飾演傑克父親羅傑的布萊德利·惠特福德亦將回歸客串。12月14日，宣布《俏妞報到》小戴蒙·韋恩斯將客串飾演傑克的第一個搭檔史堤維。
2016年1月11日，宣布克雷格·羅賓森第3度客串本劇，飾演原角色「龐帝克大盜」道格·朱迪，而同樣曾演出《我們的辦公室》的奧斯卡·努納茲將客串飾演一名醫師。3月11日，《24反恐任務》丹尼斯·赫柏特將客串2集，飾演霍爾特的老同事，現為FBI特別探員的鮑伯·安德森。7月29日，宣布曾與山伯格於《周六夜現場》合作過的瑪亞·魯道夫將客串本劇，並飾演傑克與霍爾特在證人保護計畫中的美國執法官聯繫人。8月5日，宣布肯·馬利歐將客串2集飾演99分局的臨時新任分局長。9月2日，宣布《公園與游憩》吉姆·歐海爾將客串飾演一名警察。9月9日，宣布艾力克·羅勃茲將客串飾演窮凶惡極的黑幫老大吉米·費吉斯。10月12日，宣布《紐約重案組》吉米·史密茲將於感恩節集數客串飾演艾美的父親。12月15日，宣布克雷格·羅賓森將第4度客串本劇，飾演原角色「龐帝克大盜」道格·朱迪，並於第4季一小時季中完結集登場。
2017年2月7日，宣布《靈書妙探》奈森·菲利安將客串一名在警匪劇中飾演警探的男演員馬克·戴佛羅。2月14日，宣布《驚世狂花》吉娜·葛森將飾演一名惡名昭彰、負責紐約警署最菁英的特遣部隊的中尉梅蘭妮·霍金斯。4月3日，宣布《LOST檔案》L·斯科特·考德威爾將飾演霍爾特的母親拉芙恩。4月13日，宣布雷恩·菲利普將客串飾演與吉娜有潛在發展情愫的米爾頓，並將在第4季一小時季終的第一部分登場。
2018年1月4日，宣布《美國犯罪故事》、《這就是我們》艾美獎得主斯特林·K·布朗將於第5季下半季客串飾演一名謀殺嫌疑犯菲利普·大衛森。2月28日，據傳《貞愛好孕到》金球獎視后吉娜·羅德里奎將客串第5季下半季，有機會與碧翠絲所扮演的蘿莎發展戀情。3月2日，宣布飾演「龐帝克大盜」的羅賓森將第5度客串本劇。

## 外部連結
- 官方网站（英文）
- 《荒唐分局》集數卡司 （页面存档备份，存于） 來自互聯網電影數據庫（英文）